# Realest (Ez Mil & Eminem)
Realest è un singolo del rapper filippino-statunitense Ez Mil con la partecipazione del rapper statunitense Eminem, pubblicato il 4 agosto 2023 come primo estratto dalla versione deluxe dell'album del 2022 DU4LI7Y, DU4LI7Y REDUX.

## Tracce
1. Realest (feat. Eminem) – 3:37

## Classifiche
| Classifica (2023) | Posizione massima |
| ----------------- | ----------------- |
| Canada            | 95                |
| Nuova Zelanda     | 3                 |
| Regno Unito       | 27                |
| Stati Uniti       | 25                |